# Jardena Arasi

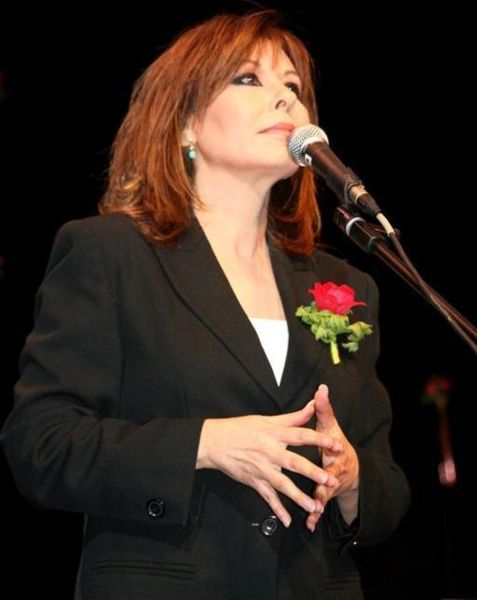
Jardena Arasi (2006)

Jardena Arasi (hebräisch ירדנה ארזי; * 25. September 1951 im Kibbutz Kabri) ist eine israelische Sängerin.

## Leben und Karriere
Arasi wurde in einem Kibbuz im westlichen Galiläa geboren. Ihr Vater, David Feinbaum, war aus Deutschland eingewandert und Mitglied der Irgun. Ihre Mutter, Yvette Loinger, stammte aus Straßburg und war eine Cousine des Pantomimen Marcel Marceau. Die Familie nahm 1951 den hebräischen Namen Arasi an und zog 1953 nach Haifa, wo Jardena aufwuchs. Ab 1969 absolvierte sie ihren Militärdienst in der israelischen Armee bei Lahakat Nachal, der Unterhaltungstruppe von Nachal.
In den 1970er Jahren war sie Mitglied des Trios Chocolate Menta Mastik, mit dem sie 1976 beim Eurovision Song Contest mit dem Song Emor shalom den 6. Platz errang. In Deutschland veröffentlichte sie als Solistin unter dem Namen Yardena zwei Single-LPs: It’s Time For Love im Jahr 1979, und 1981 mit Sinai eine deutschsprachige Single, die von Bernd Meinunger und Hanne Haller geschrieben und produziert wurde.
Beim Eurovision Song Contest 1979 in Jerusalem war sie (Mit-)Gastgeberin. 1988 nahm sie wieder an dem Wettbewerb teil und belegte mit dem Song Ben adam den 7. Platz. Neben Sakis Rouvas und Željko Joksimović ist sie die einzige Teilnehmerin, die aktiv am ESC mitwirkte, nachdem sie ihn moderiert hatte.

## Diskografie

### Singles (Auswahl)
- ליל חניה (mit Hanan Yovel & Efraim Shamir)
- 1984: אתה לי ארץ
- 1988: Ben 'adam
- 2012: כשהגברים רוקדים (mit Dana International)
- 2018: ישראל שלי (mit Lior Narkis)